# Йохан Карл Фридрих фон Йотинген-Валерщайн
Йохан Карл Фридрих фон Йотинген-Валерщайн (на немски: Johann Karl Friedrich von Oettingen-Wallerstein; * 10 юни 1715 в Аугсбург; † 16 юли 1744 при Щутгарт) е граф на Йотинген-Валерщайн в Швабия, Бавария.
Той е син на граф Антон Карл фон Йотинген-Валерщайн (1679 – 1738) и съпругата му графиня Мария Агнес Магдалена Фугер фон Глот (1680 – 1753), дъщеря на Франс Ернст Фугер фон Глот (1648 – 1711) и графиня Мария Терезия фон Йотинген-Катценщайн (1651 – 1710).
Брат е на Ернст Лудвиг Нотгер Игнац (1709– 1720), Франц Ернст (1713 – 1717) и Филип Карл Доминик (1722 – 1766), граф на Йотинген-Валерщайн.
Той е убит в битка при Щутгарт на 16 юли 1744 г. на 29 години.

## Фамилия
Йохан Карл Фридрих се жени 13 август 1741 г. в Мюнхен за графиня Мария Анна Йозефа Терезия Валбурга Фугер цу Кирхберг (* 21 май 1719 в Циненберг; † 11 януари 1784 в Линц), дъщеря на граф Максимилиан Йозеф Фугер фон Кирхберг-Вайсенхорн (1677 – 1751) и втората му съпруга графиня Мария Юдит фон Тоеринг-Йетенбах (1690 – 1755). Те имат две деца, които умират като бебета:
- Максимилиан Игнац Филип (* 27 ноември 1743; † 17 октомври 1745)
- Йохан Фридрих Игнац (* 27 септември 1744; † 2 октомври 1744)

Вдовицата му Мария Анна Йозефа Валбурга Фугер цу Кирхберг се омъжва втори път на 8 ноември 1745 г. за ландграф Лудвиг Август Егон фон Фюрстенберг-Щюлинген-Вайтра (* 4 февруари 1705 в Ашафенбург; † 10 ноември 1759 в Линц), и е метреса на Карл VII Алберт от Бавария, курфюрст на Бавария (1726 – 1745), император (1742 – 1745), (* 6 август 1697 в Брюксел; † 20 януари 1745 в Мюнхен).